# هدرلة ميلاس
هدرلة ميلاس تفاعل عضوي يتضمن إضافة هيدروكسيل (هدرلة) لتحويل ألكين إلى متجاور يحتوي على مجموعتين OH؛ طوره ميلاس في الثلاثينات من القرن الماضي. التجاور في التفاعل مكون من تفاعل الألكين مع بيروكسيد الهيدروجين بوجود أشعة فوق البنفسجية أو حفاز من الأوزميوم أو الفاناديوم أو أكسيد الكروم.